# Municipio de Atlapexco
El municipio de Atlapexco es uno de los ochenta y cuatro municipios que conforman el estado de Hidalgo, México. La cabecera municipal y la localidad más poblada es Atlapexco.
Atlapexco se localiza al norte del territorio hidalguense entre los paralelos 20°55′ y 21°7′ de latitud norte; los meridianos 98°18′ y 98°27′ de longitud oeste; con una altitud entre 100 y 900 m s. n. m. Este municipio cuenta con una superficie de 142.61 km², y representa el 0.68 % de la superficie del estado; dentro de la región geográfica denominada como la Huasteca hidalguense.
Colinda al norte con el municipio de Huejutla de Reyes; al este con los municipios de Huejutla de Reyes, Huautla y Xochiatipan; al sur con el municipio de Yahualica; al oeste con los municipios de Yahualica, Huazalingo y Huejutla de Reyes.

## Toponimia
El nombre de Atlapexco proviene de la lengua Náhuatl proviene de la palabra Atlapech que se traduce como "Balsa sobre agua".

## Geografía

### Relieve e hidrográfica

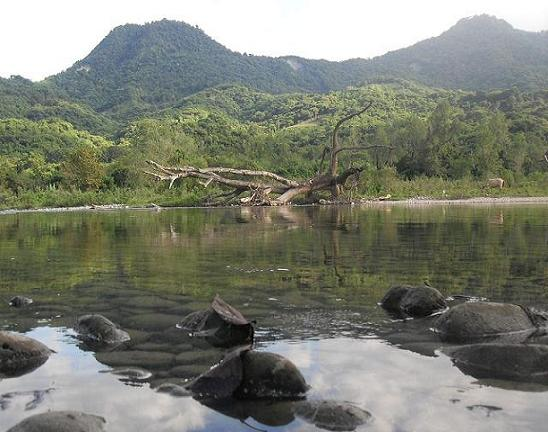
Panorámica de la localidad de Tecolotitla.

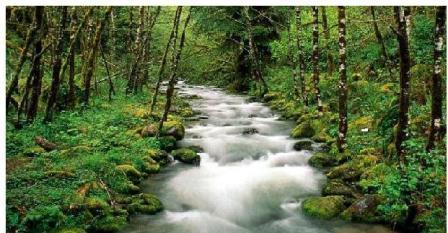
Riachuelo cerca de la localidad de Atlaltipa.

En cuanto a fisiografía, se encuentra en las provincias Sierra Madre Oriental (95.0%) y Llanura Costera del Golfo Norte (5.0%); dentro de la subprovincias de Carso Huasteco (95.0%) y Llanuras y Lomeríos (5.0%). Su territorio es lomerío (43.0%), sierra (95.0%) y lomerío (5.0%). El Municipio de Atlapexco se caracteriza por ser un territorio escarpado donde descansa una parte de la Sierra Madre Oriental.
En cuanto a su geología corresponde al periodo paleógeno (77.08%), cuaternario (20.0%) y neógeno (2.0%). Con rocas tipo ígnea extrusiva: basalto (2.0%); rocas tipo sedimentaria: lutita–arenisca (77.08%) y suelo: aluvial (20.0%). En cuanto a edafología el suelo dominante es phaeozem (78.0%), leptosol (9.5%), luvisol (9.0%) y regosol (2.58%).
En lo que respecta a la hidrología se encuentra posicionado en la región hidrológica del Pánuco; en la cuenca del río Moctezuma; dentro de la subcuenca río Los Hules (94.0%) y río Calabozo (6.0%). Las principales fuentes hidrológicas de este municipio son El Atempa, Los Hules y Atlapexco, los cuales abastecen al pueblo de dicho líquido.

### Clima
En el territorio municipal se encuentran los siguientes climas con su respectivo porcentaje: Semicálido húmedo con lluvias todo el año (72.0%) y semicálido húmedo con abundantes lluvias en verano (28.0%).

### Ecología
La flora se compone de selva mediana y pastizales. La fauna son mamíferos tales como el gato montés, tigrillo, jabalí, venado, armadillo y conejo. También existen diversas especies de aves, como el halcón y la lechuza. Además cuenta con una gran variedad de reptiles como la víbora de cascabel y coralillo entre otras.

## Demografía

### Población

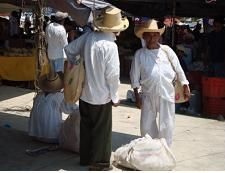
Nahuas en Atlapexco.

De acuerdo a los resultados que presentó el Censo Población y Vivienda 2020 del INEGI, el municipio cuenta con un total de 19 812 habitantes, siendo   9511 hombres y 10 301 mujeres. Tiene una densidad de 138.9 hab/km², la mitad de la población tiene 31 años o menos, existen 92 hombres por cada 100 mujeres.
El porcentaje de población que habla lengua indígena es de 70.28 %, y el porcentaje de población que se considera afromexicana o afrodescendiente es de 2.95 %. Las habitantes hablan principalmente Náhuatl de la Huasteca hidalguense.
Tiene una Tasa de alfabetización de 98.0 % en la población de 15 a 24 años, de 76.3 % en la población de 25 años y más. El porcentaje de población según nivel de escolaridad, es de 17.5 % sin escolaridad, el 52.2 % con educación básica, el 17.4 % con educación media superior, el 12.7 % con educación superior, y 0.2 % no especificado.
El porcentaje de población afiliada a servicios de salud es de 84.0 %. El 5.3 % se encuentra afiliada al IMSS, el 80.2 % al INSABI, el 11.3 % al ISSSTE, 3.0 % IMSS Bienestar, 0.7 % a las dependencias de salud de PEMEX, Defensa o Marina, 0.4 % a una institución privada, y el 0.3 % a otra institución. El porcentaje de población con alguna discapacidad es de 6.7 %. El porcentaje de población según situación conyugal, el 37.1 % se encuentra casada, el 30.8 % soltera, el 21.6 % en unión libre, el 3.4 % separada, el 0.2 % divorciada, el 6.9 % viuda.
Para 2020, el total de viviendas particulares habitadas es de 5304 viviendas, representa el 0.6 % del total estatal. Con un promedio de ocupantes por vivienda 3.7 personas. Predominan las viviendas con los siguientes materiales: tabique, ladrillo, block, piedra, cantera, cemento o concreto. En el municipio para el año 2020, el servicio de energía eléctrica abarca una cobertura del 98.9 %; el servicio de agua entubada un 28.4 %; el servicio de drenaje cubre un 74.2 %; y el servicio sanitario un 97.1 %.

### Localidades

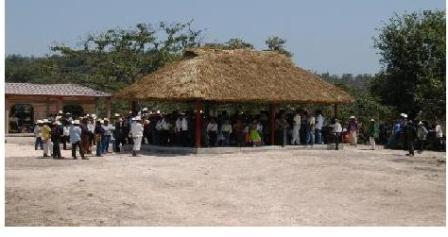
Localidad de Atlaltipa Tecolotitla.

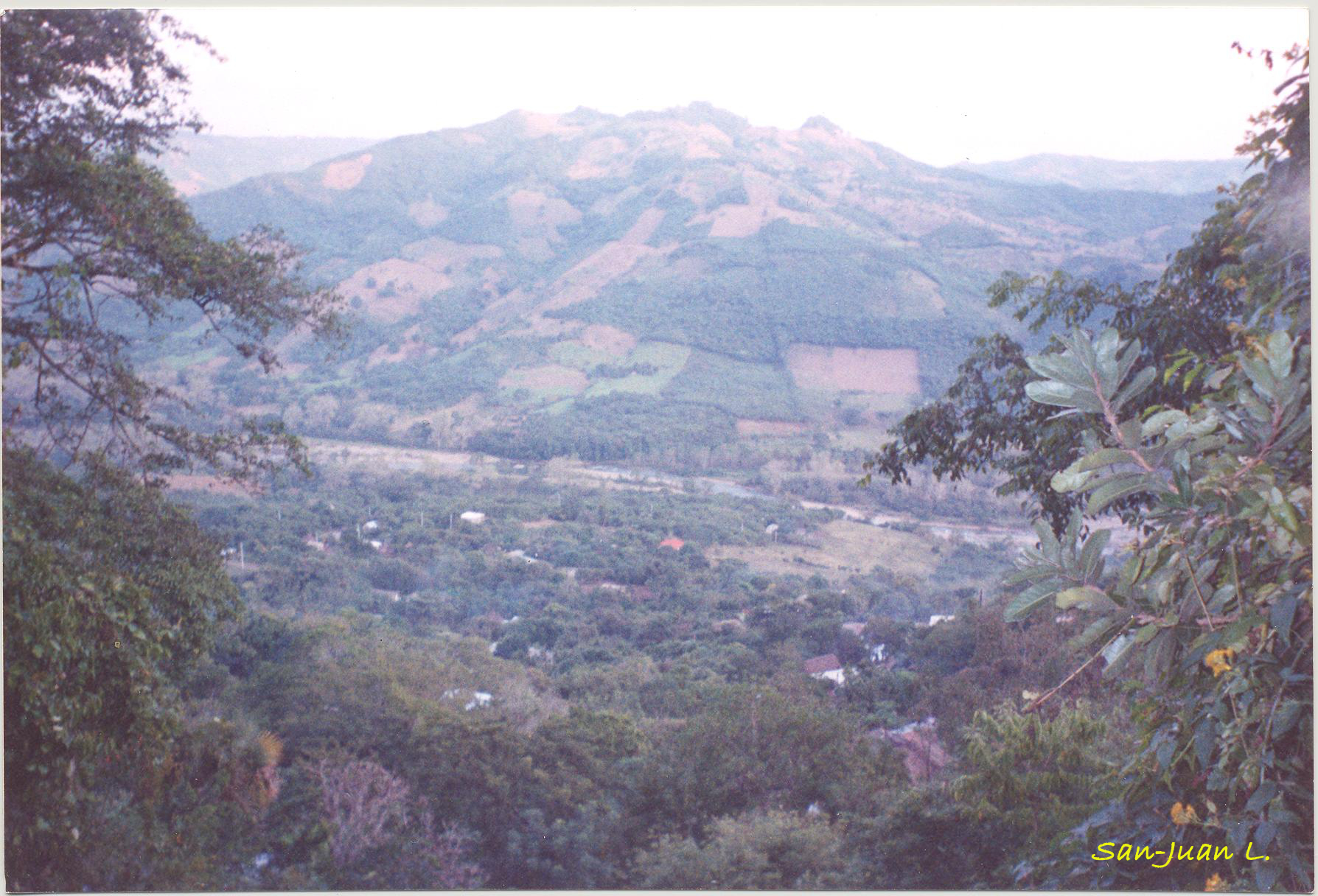
Localidad de Pahactla.

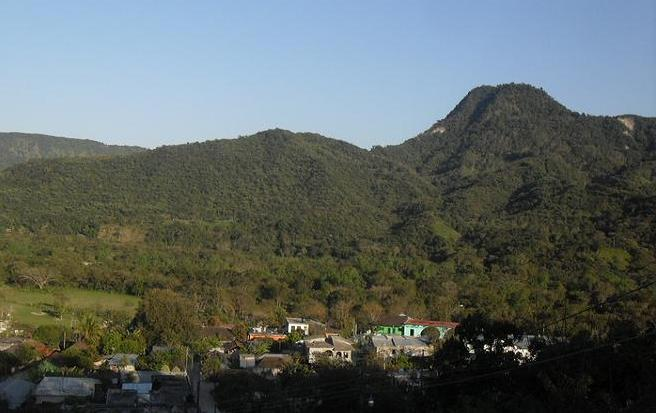
Localidad de Tecolotitla.

Para el año 2020, de acuerdo al Catálogo de Localidades, el municipio cuenta con 50 localidades.
| Código INEGI | Localidad                | Población (2020) | Porcentaje (%) | Ámbito Población | Categoría Población |
| ------------ | ------------------------ | ---------------- | -------------- | ---------------- | ------------------- |
| 130110001    | Atlapexco                | 2960             | 14.94          | Urbano           | Cabecera municipal  |
| 130110022    | Pahactla                 | 1508             | 7.61           | Rural            | Comunidad           |
| 130110010    | Cochotla                 | 1410             | 7.12           | Rural            | Comunidad           |
| 130110032    | Tecacahuaco              | 1257             | 6.34           | Rural            | Comunidad           |
| 130110019    | Itzócal                  | 1113             | 5.62           | Rural            | Comunidad           |
| 130110033    | Tecolotitla              | 969              | 4.89           | Rural            | Comunidad           |
| 130110002    | Achiquihuixtla           | 899              | 4.54           | Rural            | Comunidad           |
| 130110031    | Santo Tomás              | 804              | 4.06           | Rural            | Comunidad           |
| 130110008    | Atotomoc                 | 738              | 3.73           | Rural            | Comunidad           |
| 130110016    | Huitzotlaco              | 655              | 3.31           | Rural            | Comunidad           |
| 130110035    | Tenexco I                | 589              | 2.97           | Rural            | Comunidad           |
| 130110007    | Atlaltipa Tecolotitla    | 537              | 2.71           | Rural            | Comunidad           |
| 130110036    | Tenexco II               | 537              | 2.71           | Rural            | Comunidad           |
| 130110009    | Cochiscuatitla           | 531              | 2.68           | Rural            | Comunidad           |
| 130110029    | San Isidro               | 514              | 2.59           | Rural            | Comunidad           |
| 130110005    | Atlaltipa Mirador        | 492              | 2.48           | Rural            | Ranchería           |
| 130110006    | Atlaltipa Huitzotlaco    | 383              | 1.93           | Rural            | Ranchería           |
| 130110037    | Tlachapa                 | 383              | 1.93           | Rural            | Ranchería           |
| 130110003    | Atencuapa                | 353              | 1.78           | Rural            | Ranchería           |
| 130110011    | Coyolapa                 | 334              | 1.69           | Rural            | Ranchería           |
| 130110004    | Atlajco                  | 267              | 1.35           | Rural            | Ranchería           |
| 130110023    | Palo Gordo               | 260              | 1.31           | Rural            | Ranchería           |
| 130110020    | El Mirador               | 232              | 1.17           | Rural            | Ranchería           |
| 130110040    | Tierra Playa             | 228              | 1.15           | Rural            | Ranchería           |
| 130110039    | Xancaltitla              | 221              | 1.12           | Rural            | Ranchería           |
| 130110038    | Plan Huasteca            | 213              | 1.08           | Rural            | Ranchería           |
| 130110067    | Humberta Hernández Tovar | 185              | 0.93           | Rural            | Ranchería           |
| 130110018    | Ixtacuayo                | 165              | 0.83           | Rural            | Ranchería           |
| 130110021    | Oxpantla                 | 163              | 0.82           | Rural            | Ranchería           |
| 130110017    | Ixtacuatitla             | 156              | 0.79           | Rural            | Ranchería           |
| 130110045    | Tlahica                  | 150              | 0.76           | Rural            | Ranchería           |
| 130110062    | Ley Agraria 6 de Enero   | 117              | 0.59           | Rural            | Ranchería           |
| 130110030    | Los Naranjos             | 106              | 0.54           | Rural            | Ranchería           |
| 130110057    | Poxtla Atlajco           | 92               | 0.46           | Rural            | Ranchería           |
| 130110012    | Cuatapa                  | 86               | 0.43           | Rural            | Ranchería           |
| 130110025    | Pochoíca                 | 53               | 0.27           | Rural            | Ranchería           |
| 130110051    | General Emiliano Zapata  | 38               | 0.19           | Rural            | Ranchería           |
| 130110027    | La Providencia           | 26               | 0.13           | Rural            | Ranchería           |
| 130110053    | Samaria                  | 26               | 0.13           | Rural            | Ranchería           |
| 130110028    | La Reforma               | 17               | 0.09           | Rural            | Ranchería           |
| 130110061    | Tzintepetzintla          | 9                | 0.05           | Rural            | Ranchería           |
| 130110068    | Teocoahuitl Tetsintla    | 8                | 0.04           | Rural            | Ranchería           |
| 130110041    | Teocoatitla              | 6                | 0.03           | Rural            | Ranchería           |
| 130110066    | Coyolapa [Granja]        | 5                | 0.03           | Rural            | Ranchería           |
| 130110064    | Ejido Atlapexco          | 5                | 0.03           | Rural            | Ranchería           |
| 130110060    | Las Flores               | 5                | 0.03           | Rural            | Ranchería           |
| 130110054    | El Suspiro               | 3                | 0.02           | Rural            | Ranchería           |
| 130110063    | Tzapopílol               | 2                | 0.01           | Rural            | Ranchería           |
| 130110069    | El Chirrín               | 1                | 0.01           | Rural            | Ranchería           |
| 130110034    | Tempexquite              | 1                | 0.01           | Rural            | Ranchería           |

## Política
Se erigió como municipio a partir del 7 de diciembre de 1870. El Ayuntamiento está compuesto por: 1 presidente municipal, 1 síndico, 8 regidores. De acuerdo al Instituto Nacional electoral (INE) el municipio está integrado 16 secciones electorales, de la 0162 a la 0177. Para la elección de diputados federales a la Cámara de Diputados de México y diputados locales al Congreso de Hidalgo, se encuentra integrado al distrito electoral federal 1 de Hidalgo y al distrito electoral local 3 de Hidalgo. A nivel estatal administrativo pertenece a la Macrorregión IV y a la Microrregión XII, además de a la Región Operativa VIII Tlanchinol.

### Cronología de presidentes municipales
| Periodo                  | Nombre                            | Afiliación política        |
| ------------------------ | --------------------------------- | -------------------------- |
| 1964-1967                | Darío Salazar F.                  | -                          |
| 1967-1970                | Facundo Olivares V.               | -                          |
| 1970-1973                | Eduardo Nochebuena Lara           | -                          |
| 1973-1976                | Leopoldo Flores Pérez             | -                          |
| 1976-1979                | Desiderio Ordaz Oviedo            | -                          |
| 1979-1982                | Ángel Quintero Hernández          | -                          |
| 1982-1985                | Luis Flores Pérez                 | -                          |
| 1985- 1988               | Juventino Aguilar Pérez           | -                          |
| 1988-1991                | Julio César Yaffar Nochebuena     | -                          |
| 1991-1994                | Bonifacio Naranjo Hernández       | -                          |
| 16/01/1994 al 15/01/1997 | María del Carmen Monroy Rivera    | PRI                        |
| 16/01/1997 al 15/01/2000 | Omegar Salazar Tovar              | PRI                        |
| 16/01/2000 al 15/01/2003 | Pedro Naranjo Ibarra              | PRD                        |
| 16/01/2003 al 15/01/2006 | Álvaro Medecigo Sánchez           | PRI                        |
| 16/01/2006 al 15/01/2009 | Joel Nochebuena Hernández         | PRI                        |
| 16/01/2009 al 15/01/2012 | Clemente Salazar Olivares         | PRI                        |
| 16/01/2012 al 04/09/2016 | Antero Nochebuena Hernández       | Juntos por Hidalgo         |
| 05/09/2016 al 04/09/2020 | María Teresa Flores Nochebuena    | PRI                        |
| 05/09/2020 al 14/12/2020 | Alipio Flores Ordaz               | Concejo municipal Interino |
| 15/12/2020 al 01/03/2021 | Joel Nochebuena Hernández         | PESH                       |
| 03/03/2021 al 07/09/2022 | Julián Nochebuena Hernández       | PESH                       |
| 08/09/2022 al 04/09/2024 | Joel Nochebuena Hernández         | PESH                       |
| 05/09/2024 al 04/09/2027 | Juan de Dios Nochebuena Hernández | PT                         |

## Economía

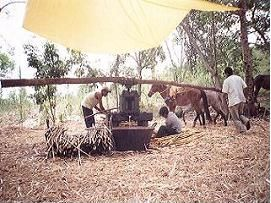
Molienda de caña en el municipio.

En 2015 el municipio presenta un IDH de 0.666 Medio, por lo que ocupa el lugar 62.º a nivel estatal; y en 2005 presentó un PIB de $290 596 708 pesos mexicanos, y un PIB per cápita de $15 483 (precios corrientes de 2005).
Según el Consejo Nacional de Evaluación de la Política de Desarrollo Social (Coneval), el municipio registra un Índice de Marginación Alto; y el 31.0% de la población se encuentra en pobreza moderada y 41.0%  se encuentra en pobreza extrema.
A datos de 2015, en materia de agricultura, la principal siembra es de maíz grano con una superficie sembrada de 4069 ha y un volumen de producción de 6751 toneladas. La ganadería según su importancia son: ganado
bovino, porcino y aves. Para 2015 en el municipio existían 18 tiendas Diconsa, además de 4 tianguis y 4 puntos de atención al Programa de Abasto Social Liconsa.
Según cifras al año 2015 presentadas en los censos económicos del INEGI, la Población Económicamente Activa (PEA) de 12 años y más del municipio asciende a 5225, de las que 5148 se encuentran ocupadas y 77 se encuentran desocupadas. El 46.19% pertenece al sector primario, el 15.0% pertenece al sector secundario, el 37.84% pertenece al sector terciario.